# Vliehors
De Vliehors is een uitgestrekt natuurgebied op het Nederlandse waddeneiland Vlieland.
Vliehors is een verbreed strand van ongeveer 24 vierkante kilometer, dat voor een groot deel nu in gebruik is als militair oefenterrein van de Koninklijke Luchtmacht (KLu), het enige in Nederland waar vliegers van de KLu en NAVO-partners mogen oefenen met munitie en explosieve ladingen.
De zandplaat ligt op het westelijke derde deel van het waddeneiland. De operationele benaming van de Vliehors is Cornfield Range.

## Cavalerie

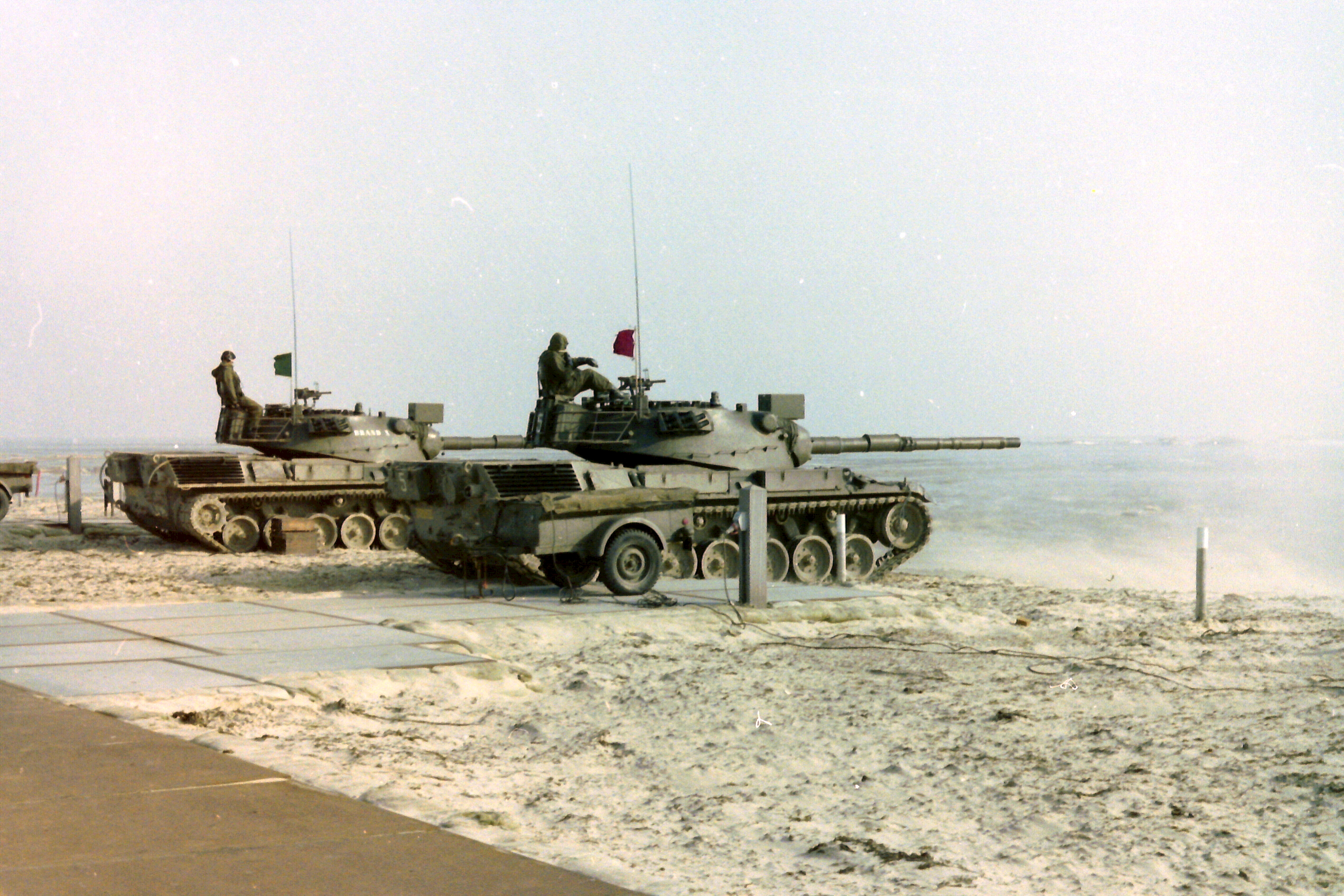
Vliehors Vlieland, Leopard 1 vuurt (1979)

Van 1955 tot en met april 2004 was er ook een cavalerieschietkamp (CSK) op de Vliehors gevestigd. Dit was de enige locatie in Nederland waar met scherpe munitie door de Leopard-tanks van de Nederlandse cavalerie, het tankonderdeel van de Koninklijke Landmacht, kon worden geschoten. Het CSK maakte organisatorisch deel uit van het Opleidingscentrum Cavalerie (OCC), welke als standplaats de Bernhardkazerne in Amersfoort had. 
In 1952 is minimaal een keer een proef in de buitenlucht uitgevoerd op de Vliehors, waarbij het door TNO gefabriceerde zenuwgas sarin werd getest op proefdieren.
Tot 1993 is op de Vliehors door Defensie bij oefeningen gebruikgemaakt van verarmd uranium in munitie.
In de winter van 1993/1994 is er een proef gedaan om een radiografisch beweegbaar doel te introduceren.
In september 2009 is door het Ministerie van VROM een nieuwe milieuvergunning afgegeven aan Defensie, die het mogelijk maakt om te schieten vanuit jachtvliegtuigen en helikopters en tot maximaal 70 live bommen (500-ponders) per jaar af te werpen.

## Drenkelingenhuisje
Aan het westelijke strand is een reddingshuisje te vinden. Dit is aangekleed en ingericht met allerlei voorwerpen die gevonden zijn tijdens het strandjutten. Dit huisje is voor toeristen te bereiken met de Vliehorsexpres.

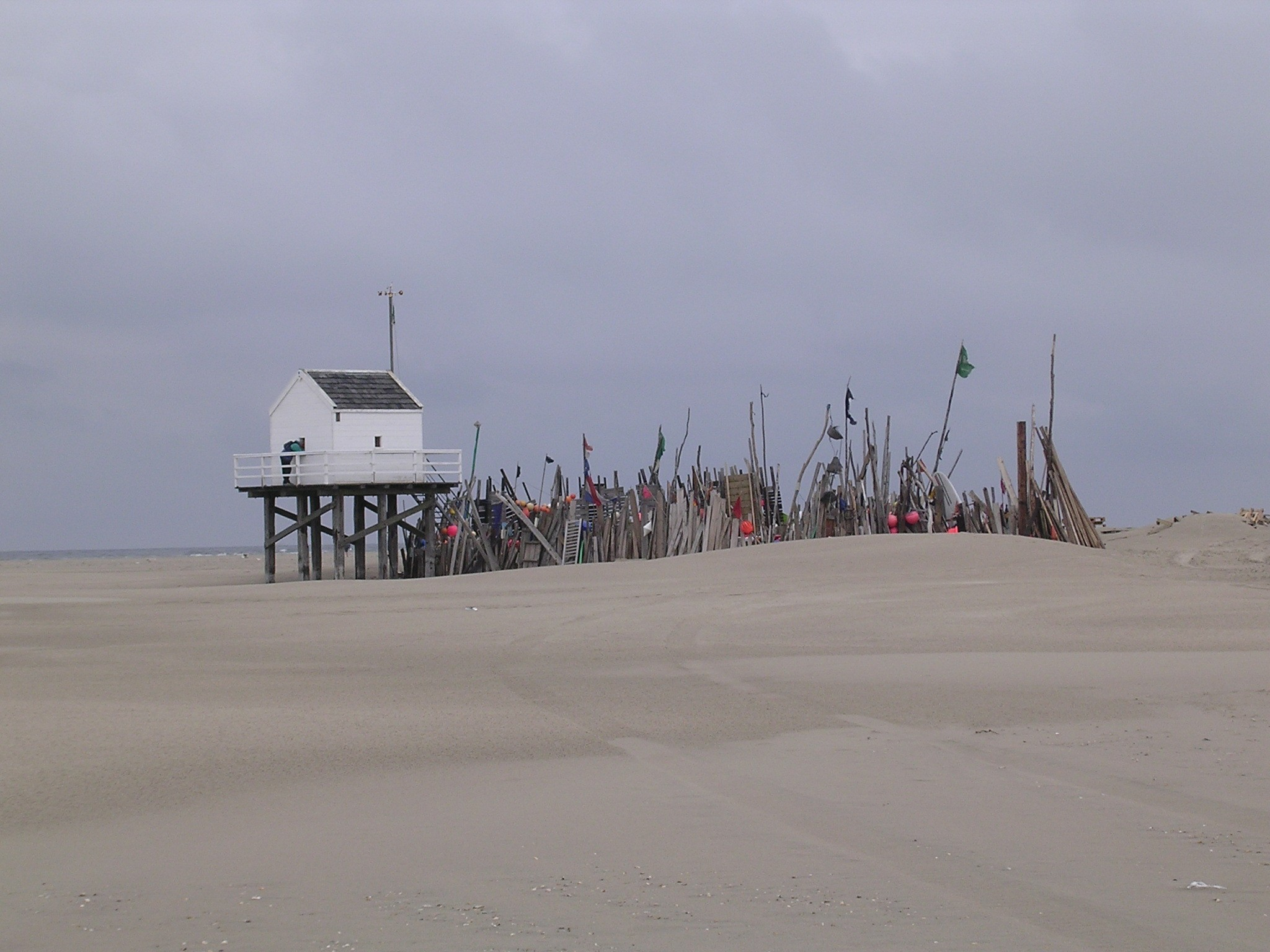
Reddingshuisje op het Vliehors terrein.

In bedrijf:
Breezand ·
Havelte Oost ·
Legerplaats Harskamp ·
Leusderheide ·
Marnewaard ·
Oirschotse Heide ·
Vliehors ·
Vrachelse Heide ·
Vughterheide ·
Witterveld ·
Woensdrechtse Heide

Voormalig:
De Strubben-Kniphorstbos ·
Ermelosche Heide ·
Gorsselse Heide ·
Noordsvaarder ·
Sterrenbos